# Libro Rosso (Jung)
Libro Rosso, anche conosciuto come Liber Novus ("Libro Nuovo" in latino), è un'opera di oltre 400 pagine scritta e illustrata dallo psichiatra svizzero Carl Gustav Jung approssimativamente fra il 1913 e il 1930, ma pubblicata postuma soltanto nel 2009. Jung iniziò a lavorare al Libro Rosso a seguito della crisi epistemologica che attraversò dopo la pubblicazione di La libido: simboli e trasformazioni e alla rottura che ne derivò con Freud. Di contenuto autobiografico, il testo, che fa uso sia della parola scritta che delle immagini, costituisce un esempio di quello che Jung stesso definirà in seguito "immaginazione attiva".

## Generalità
(Liber novus, 2010, p. 245-b)
Il libro venne inizialmente chiamato Liber Novus ma era conosciuto informalmente come Il Libro Rosso. Il manoscritto, compilato in testo  e sostenuto da numerose illustrazioni che evocano immagini fantasmatiche, è considerato un esercizio di immaginazione attiva, pratica che Jung teorizzò come strumento di scoperta ed analisi dell'inconscio.
L'opera rimase inedita per volere degli eredi di Jung che negarono l'accesso al testo fino al 2002. Da allora il curatore condusse un'opera di convinzione presso gli eredi che portò alla prima pubblicazione dell'opera in tedesco: Das Rote Buch, Patmos, Düsseldorf 2009.
Il testo comprende introduzione, riferimenti e note a cura dello storico della psicologia Sonu Shamdasani, ed è stato tradotto per l'edizione italiana da Anna Maria Massimello, Giulio Schiavoni e Giovanni Sorge per la Bollati Boringhieri nel 2010.